# La Soledad, Santa María Temaxcaltepec
La Soledad är en ort i Mexiko.   Den ligger i kommunen Santa María Temaxcaltepec och delstaten Oaxaca, i den sydöstra delen av landet, 400 km sydost om huvudstaden Mexico City. La Soledad ligger 865 meter över havet och antalet invånare är 118.
Terrängen runt La Soledad är kuperad åt sydväst, men åt nordost är den bergig. Runt La Soledad är det ganska tätbefolkat, med 58 invånare per kvadratkilometer. Närmaste större samhälle är Santa Catarina Juquila, 17,0 km nordväst om La Soledad. Omgivningarna runt La Soledad är en mosaik av jordbruksmark och naturlig växtlighet.